# 常眾愛
常眾愛（?—559年），南北朝軍事人物。
王琳部將。永定三年（559年）五月，周文育與周迪攻讨余公颺。王琳部将曹慶下令常眾愛抵抗周文育。周迪战败，不知去向，周文育退守金口（江西省新建县西南）。王琳派周炅增援曹庆。熊昙朗忽生异心，在宴席上诛杀周文育，投降常眾愛。
永定三年（559年），陈霸先命侯安都攻打曹慶，余孝劢之弟余孝猷投降，擊破常眾愛於左里（江西省都昌县西北），焚其船艦。常眾愛逃往庐山（江西省九江市南），曹慶亦遁逃，六月五日，当地村民杀死常众爱，将其首级送至侯安都营中，侯安都函首至建康（江苏省南京市）。六月二十一日，陈霸先病逝。